# 山上王

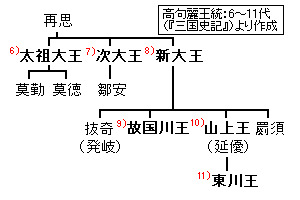
三國史記中的高句麗世系

山上王（？—227年，在位时间：197年-227年），姓高，名延優（연우），一名伊夷謨（이이모），也被稱為位宮（위궁）。為新大王之子，故國川王之弟，高句丽第10任君王，

## 生平
據《三國志》與《三國史記》，其出生時，眼睛睜開，如同太祖大王，太祖大王名為「宮」，高句麗話的相像為「位」，因此被稱為位宮。
三国史记认为其为高句丽新大王的第三个儿子，故国川王的弟弟。由于故国川王无子，在兄长故国川王的妻子氏支持下，繼位為高句麗王。依照收繼婚習俗，在即位後娶于氏為王后。
山上王继位后遭到他的一个兄长發岐的反对，發岐帶妻子投奔遼東太守公孫康。公元197年，公孫康發兵，助發岐繼位，攻損高句麗都城國內城，使山上王改建尉那巖城為新都城丸都城。延優派其幼弟罽須發兵，擊敗漢朝軍隊，發岐兵敗自殺。
209年，丸都擴建完畢後，山上王迁都到新都城丸都城（今中国吉林省集安市附近）。217年，山上王收留近千名辽东难民。
208年，山上王在打猎途中遇到一女子并一见钟情。于氏曾计划暗杀该女子但没成功。后来该女子成为山上王的小后，并为山上王生得一子即后来的东川王。 
227年，山上王去世后，东川王继位。

## 不同記載
《三國志》記載，山上王是故國川王的兒子。與《三國史記》記載為故國川王之弟不同。
在《三國志》有伯固二子，拔奇與伊夷模爭奪王位的記錄，拔奇失敗後，投降公孫康。
拔奇與發岐（발기）的發音相同，同樣有投降公孫康的事蹟，兩人有可能是同一個人的不同記載。故國川王，跟山上王，在史書上都有被稱為伊夷謨（이이모）的記錄。因為山上王的名字延優（연우），發音跟伊夷謨接近，《三國志》中的伊夷模，可能是指山上王。

## 家庭

### 妻妾
- 王后于氏，原為故國川王之王后
- 小某氏，生东川王

### 子女
- 东川王憂位居